# Kimber Genetics Award
Der Kimber Genetics Award war eine Auszeichnung der National Academy of Sciences für herausragende Leistungen auf dem Gebiet der Genetik. John E. Kimber, ein Geflügelzüchter aus Niles, Kalifornien (heute nach Fremont eingemeindet), stiftete den Preis 1955. Die letzte Vergabe erfolgte 1967; 1970 wurde der Preis eingestellt.
Drei der 15 Preisträger erhielten später einen Nobelpreis für Physiologie oder Medizin; Hermann Joseph Muller hatte ihn bereits 1946 erhalten, George W. Beadle 1958.

## Preisträger

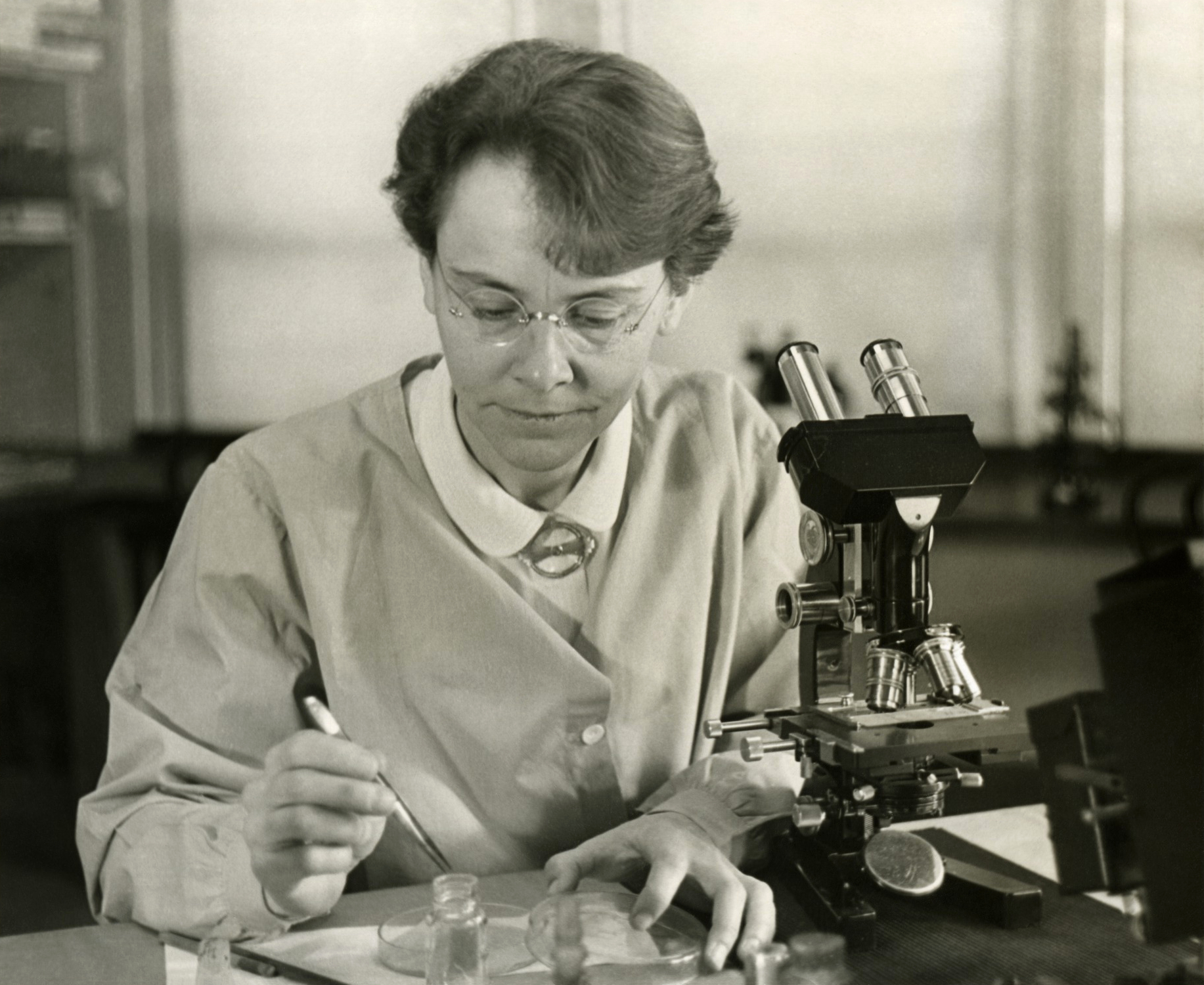
Barbara McClintock war die letzte Preisträgerin.

- 1955 William Ernest Castle und Hermann Joseph Muller (Nobelpreis 1946)
- 1956 Sewall Wright
- 1957 Alfred Sturtevant
- 1958 Theodosius Dobzhansky
- 1959 Tracy M. Sonneborn
- 1960 George Wells Beadle (Nobelpreis 1958)
- 1961 J. B. S. Haldane
- 1962 Milislav Demerec
- 1963 Curt Stern
- 1964 Max Delbrück (Nobelpreis 1969)
- 1965 Alfred Day Hershey (Nobelpreis 1969)
- 1966 Nikolai Wladimirowitsch Timofejew-Ressowski
- 1967 Barbara McClintock (Nobelpreis 1983)